# Mixacarus brevipes
Mixacarus brevipes är en kvalsterart som först beskrevs av Banks 1947.  Mixacarus brevipes ingår i släktet Mixacarus och familjen Lohmanniidae. Inga underarter finns listade i Catalogue of Life.